# Cour du Liégat
La cour du Liégat est une voie du 13e arrondissement de Paris, en France.

## Situation et accès
La cour du Liégat est une voie  située dans le 13e arrondissement de Paris. Elle débute au 113, rue du Chevaleret et se termine en impasse.
Au bout de l'impasse se trouvent deux tourelles d'angle .

## Origine du nom
L'origine du nom de la rue n'est indiquée dans aucune source.

## Historique
Cette voie est créée, sous le nom provisoire de « voie D/13 », lors du lotissement des terrains de la Société de gestion des immeubles municipaux ; elle prend son nom actuel par arrêté municipal du 18 juin 1992.